# Paleosalinità
La paleosalinità era la salinità dell'oceano globale o di uno specifico bacino oceanico in un dato momento della storia geologica del nostro pianeta. 

## Importanza
Dai diagrammi di Bjerrum, si ricava che una diminuzione della salinità di un fluido acquoso porta ad un aumento del valore della costante di equilibrio (pK*) del sistema anidride carbonica-carbonati. Questo significa che la proporzione relativa dei carbonati rispetto all'anidride carbonica (CO2) è più alta nei liquidi salini (come ad esempio l'acqua di mare) rispetto all'acqua dolce. 
Per la paleoclimatologia è di cruciale importanza l'osservazione che un aumento della salinità ridurrà di conseguenza la solubilità dell'anidride carbonica negli oceani. Poiché si è avuto un abbassamento medio di circa 140 m nel livello del mare durante l'ultimo massimo glaciale a causa dell'estesa formazione delle calotte glaciali (che sono costituite solo di acqua dolce), questo ha comportato un deciso trend verso mari più salati durante i periodi glaciali. Di conseguenza questo comporta un outgassing di anidride carbonica nell'atmosfera a causa della sua ridotta solubilità, contribuendo ad aumentare il livello della CO2 atmosferica del 6,5‰. Si ritiene che questo compensi in parte la riduzione complessiva dell'80-100‰ osservata durante i periodi glaciali.

### Stratificazione
Si ritiene inoltre che un'estensiva stratificazione salina possa portare ad una riduzione dell'inversione della circolazione meridionale (MOC) attraverso il rallentamento della circolazione termoalina. Un aumento della stratificazione comporta una barriera alla subduzione delle particelle d'acqua; le isopicnali tendono a rimanere parallele alla superficie ma senza più affiorare. Si può dire che in questo caso l'oceano risulta meno ventilato e si ritiene che questo abbia implicazioni nel rallentamento della MOC.

## Misurazione della paleosalinità
In passato la salinità è stata prevalentemente determinata attraverso la misura diretta della clorinità in fluidi porosi
utilizzando i carotaggi ottenuti dall'Ocean Drilling Program, in cui la paleoprofondità viene stimata in base ai circostanti orizzonti corallini. Si misurava la clorinità al posto della salinità, a causa del fatto che la concentrazione dei principali ioni non è costante lungo la colonna di sedimenti. Infatti la riduzione dei solfati e le interazioni tra cationi e l'argilla, possono influenzare la salinità globale, mentre la clorinità non ne è molto influenzata.

## Paleosalinità durante l'ultimo massimo glaciale
Recenti studi hanno trovato che durante l'ultimo massimo glaciale la salinità globale era aumentata in seguito all'abbassamento di circa 140 m della superficie marina. Analizzando i dati dell'isotopo 18O si è visto che le acque profonde oceaniche avevano una temperatura molto omogenea che oscillava attorno al punto di congelamento. Le variazioni della salinità erano invece più elevate di quelle odierne che sono comprese entro 0,5  psu rispetto al valore della salinità globale che è di 34,7 psu. Durante l'ultimo massimo glaciale (LGM) si andava dai 35,8 psu del Nord Atlantico ai 37,1 dell'Oceano antartico.
Anche l'idrografia odierna presenta significative differenze rispetto a quella dell'ultimo massimo glaciale. Attualmente l'acqua profonda del Nord Atlantico (NADW dall'acronimo inglese "North Atlantic Deep Water") risulta avere una maggior concentrazione salina rispetto all'acqua di fondo dell'Oceano antartico (AABW dall'acronimo inglese "Antarctic Bottom Water") mentre la situazione era opposta durante l'ultimo massimo glaciale. Attualmente la NADW è più salata a causa della corrente del Golfo; questo potrebbe indicare una riduzione del flusso attraverso gli stretti della Florida a causa dell'abbassamento del livello del mare.
Anche l'Oceano antartico era più salato durante l'ultimo massimo glaciale di quanto sia oggi. Si ritiene che il valore estremo di 37,1 psu fosse una conseguenza dell'aumentato tasso di formazione della banchisa polare. Questo potrebbe spiegare non solo l'aumento della salinità ma anche il mancato frazionamento isotopico dell'ossigeno; il rigetto delle acque salmastre senza frazionamento isotopico è ritenuto una caratteristica strettamente collegata alla formazione della banchisa.

### Incremento del ruolo della salinità
La presenza di acque con temperature prossime al punto di congelamento altera il bilanciamento degli effetti di relativo contrasto tra salinità e temperatura nella densità dell'acqua marina. Questo viene descritto dall'equazione:
{\displaystyle {\frac {\Delta \rho }{\rho }}=\alpha \Delta T-\beta \Delta S}
dove {\displaystyle \alpha } è il coefficiente di dilatazione termica e {\displaystyle \beta } è il coefficiente di contrazione alina. Il rapporto {\displaystyle {\frac {\beta }{\alpha }}} ha una notevole importanza.
Negli oceani attuali il rapporto {\displaystyle {\frac {\beta }{\alpha }}} è attorno a 10, mentre durante l'ultimo massimo glaciale è stimato attorno a 25. Questo significa che l'attuale circolazione termoalina è controllata soprattutto dai contrasti di densità legati alle differenze termiche, mentre durante l'ultimo massimo glaciale la sensibilità degli oceani alle differenze di salinità era doppia rispetto alle differenze di temperatura. Ne consegue che la circolazione termoalina era meno legata alla componente termica e più a quella alina.